# ジョナサン・レセム
ジョナサン・レセム（Jonathan Allen Lethem,1964年2月19日 –  ）は、アメリカ人小説家、エッセイストである。
1964年、アメリカニューヨーク州ニューヨーク市ブルックリン区で生まれた。父のリチャード・ブラウン・レセムは画家。父はプロテスタントで、母のジュディス・フランク・レセムはユダヤ系である。
ベニントンカレッジを中退後、カリフォルニア州に移住した。古本屋で働きながら小説を書く。
1995年にローカス賞、1997年に世界幻想文学大賞、1999年に全米批評家協会賞、2000年にゴールド・ダガー賞を受賞した。

## 受賞歴
- ローカス賞 第一長篇部門 1995年（Gun, With Occasional Music（『銃、ときどき音楽』）に対して）
- クロフォード賞 1995年　（Gun, With Occasional Music（『銃、ときどき音楽』）に対して）
- 世界幻想文学大賞　1997年（The Wall of the Sky, the Wall of the Eyeに対して）
- 全米批評家協会賞　1999年（Motherless Brooklyn（『マザーレス・ブルックリン』）に対して）
- 英国推理作家協会賞ゴールド・ダガー賞　2000年（Motherless Brooklyn（『マザーレス・ブルックリン』）に対して）

## 主な作品

### 小説
- en:Gun, with Occasional Music（『銃、ときどき音楽』） (1994)
- en:Amnesia Moon (1995)
- en:As She Climbed Across the Table (1997)
- en:Girl in Landscape (1998)
- Motherless Brooklyn（『マザーレス・ブルックリン』） (1999)
- The Fortress of Solitude（『孤独の要塞』） (2003)
- Believeniks!: 2005: The Year We Wrote a Book About the Mets en:Christopher Sorrentino共著（Harris Conklin名義） (2006)
- en:You Don't Love Me Yet (2007)
- en:Chronic City (2009)

### 短編
- This Shape We're In (2000)

### 短編集
- en:The Wall of the Sky, the Wall of the Eye (1996)
- en:Kafka Americana (1999) (en:Carter Scholz共著)
- Men and Cartoons (2004)
- How We Got Insipid (2006)

### ノンフィクション
- The Disappointment Artist (2005)

### コミック
- Omega the Unknown (2007)

## 日本語訳された作品
- 『銃、ときどき音楽』、浅倉久志訳、早川書房、1996年
- 『マザーレス・ブルックリン』ハヤカワ文庫、佐々田雅子訳、The Mysterious Press（早川書房）、2000年
- 『孤独の要塞』ハヤカワepiブック・プラネット、佐々田雅子訳、早川書房、2008年